# Saint-Dézéry
Saint-Dézéry is een gemeente in het Franse departement Gard (regio Occitanie) en telt 251 inwoners (1999). De plaats maakt deel uit van het arrondissement Nîmes.

## Geografie
De oppervlakte van Saint-Dézéry bedraagt 5,9 km², de bevolkingsdichtheid is 42,5 inwoners per km².
De onderstaande kaart toont de ligging van Saint-Dézéry met de belangrijkste infrastructuur en aangrenzende gemeenten.

## Demografie
Onderstaande figuur toont het verloop van het inwonertal (bron: INSEE-tellingen).